# Colin Ferguson
Colin Ferguson (* 14. ledna 1958 Kingston) je jamajský masový vrah, který zastřelil 7. prosince 1992 ve vlaku u stanice Merillon Avenue (Garden City, New York) šest pasažérů a 19 jich zranil. Motivem střelby byly rasové důvody.
Ferguson nastoupil do třetího vagónu vlakové soupravy 7. prosince 1992 v 17.33 na zastávce Jamaica station ve newyorské čtvrti Queens. Tou dobou měl již připraven svou pistoli Ruger P-89 a zhruba 140 nábojů. Když vlak dorazil ke stanici Merillon Avenue, vytáhl zbraň a začal zcela náhodně střílet po okolních cestujících. Za tři minuty vystřílel dva 15ranné zásobníky, zabil šest lidí a dalších devatenáct zranil. Poté vlak nouzově zastavil a cestující mohli z vagónů utéct.
Za tento čin byl odsouzen k trestu odnětí svobody v délce 315 let a osmi měsíců, přičemž svůj trest si odpykává ve věznici Upstate Correctional Facility u New Yorku.

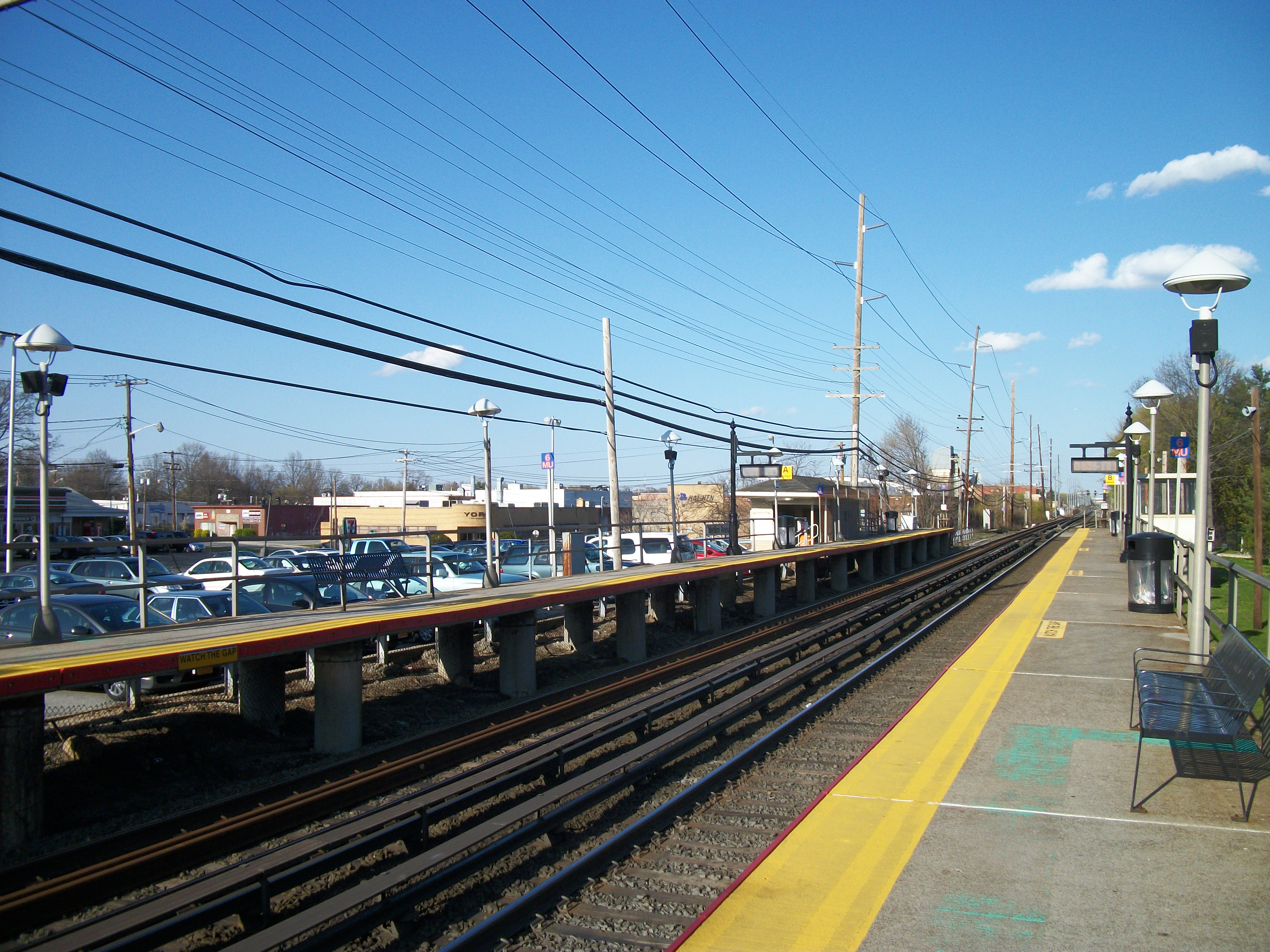
Místo na trati, kde došlo ke střelbě